# Adriano Leite Ribeiro
Adriano Leite Ribeiro (Rio de Janeiro, 17 de febrer de 1982), més conegut simplement com a Adriano, és un exfutbolista brasiler que jugava com a davanter. Jugà per la selecció nacional del seu país en més de 40 ocasions.

## Palmarès
Flamengo
- 1 Campionat brasiler: 2009.
- 1 Copa dos Campeões: 2001.

Inter de Milà
- 4 Serie A: 2005-06, 2006-07, 2007-08, 2008-09.
- 2 Copa italiana: 2004-05, 2005-06.
- 3 Supercopa italiana: 2005, 2006, 2008.

Corinthians
- 1 Campionat brasiler: 2011.

Selecció brasilera
- 1 Copa Confederacions de la FIFA: 2005.
- 1 Copa Amèrica: 2004.
- 1 Campionat sud-americà de futbol sub-20: 2001.
- 1 Copa del Món sub-17: 1999.